# Фалстарт
 Тази статия е за спортния термин фалстарт.  За филма вижте Фалстарт (филм).  
Фалстарт (на английски: false start, фалшиво начало) в различни спортове (като плуване, бягане, моторни спортове) е ситуация, при която някой от състезателите стартира преди да е даден сигнал за начало на състезанието. В някои случаи фалстартът означава моментална дисквалификация на състезателя (например според американските правила в плуването), но обикновено реферът на състезанието прави еднократно предупреждение. Фалстартовете са от особено значение в дисциплини като спринта, при които дори части от секундата могат да предопределят кой ще победи и кой ще загуби състезанието.
В спринтовете фалстартът се отчита чрез сензори на стартовите позиции на пистата на всеки състезател. Считано от 2003 г. правилата на Международната асоциация на атлетическите федерации гласят, че при допуснат фалстарт от един състезател направеното предупреждение се отнася до всички състезатели; като повторен фалстарт води до незабавна дисквалификация на състезателя. Преди 2003 г. дисквалификацията е важала само за състезател, който два пъти допусне фалстарт.
В състезанията на Формула 1 фалстарт се допуска, когато болид потегли, преди да са светнали разрешителните за старт зелени светлини на семафора.
В разговорния български език, думата „фалстарт“ се използва и в по-широк от спортния контекст, като означава неуспешно начало, например на дадена инициатива.